# Mule (nómada)
John Sears, conhecido como Mule (nascido em 1947/48), é um nómada americano. Mule tem deambulada pelo oeste americano por quase 40 anos, com quase 20 desses anos passados com mulas de carga. Mule viaja seguindo as estações, indo para San Diego no inverno e depois durante os meses mais quentes para o norte através do Vale Central até Sacramento.

## Biografia
Mule cresceu nos subúrbios ao sul de São Francisco. Quando criança, explorava os pomares de Los Altos. Viveu um estilo de vida nómada desde os 35 anos. Conseguiu a sua primeira mula em Spokane, Washington, para poder transportar mais suprimentos nas suas viagens.
Por muitos anos, Mule deambulou por diferentes partes do oeste americano. Depois de viajar as 295 milhas entre Las Vegas e Ely, Nevada, Mule notou linhas de alta tensão, um sinal precoce de desenvolvimento iminente, em terras do Bureau of Land Management anteriormente usadas pela Tribo Shoshone que deveriam permanecer sem desenvolvimento. Mule percebeu que precisava de se manifestar contra tal atividade, pois ela ameaça não apenas o seu modo de vida, mas o modo de vida que Mule acredita que os humanos devem viver. Mule foi para o oeste de Ely até à Califórnia com a intenção de comunicar isto a mais pessoas.
O cineasta John McDonald encontrou Mule por acaso um dia. Após desenvolver uma amizade, Mule concordou em permitir que McDonald fizesse um documentário sobre ele. McDonald filmou centenas de horas de Mule nas suas jornadas e ajudou-o a criar uma página no Facebook.
Mule frequentemente tem problemas com a polícia, que pode ser hostil ao seu estilo de vida. Em 2015, Mule foi impedido de cruzar a Ponte Golden Gate porque animais, incluindo cães e cavalos, são proibidos de usar o caminho de pedestres da ponte. Em 23 de janeiro de 2020, Mule foi preso pela Patrulha Rodoviária da Califórnia enquanto viajava com as suas mulas pela G14 em Paso Robles. Mule foi inicialmente acusado de resistir à prisão, mas a acusação foi posteriormente alterada para recusa em obedecer a uma ordem legal. Em fevereiro de 2020, o promotor distrital do condado de San Luis Obispo  recusou-se a apresentar acusações.
Em 21 de janeiro de 2021, Mule entrou com uma ação judicial no Tribunal Superior de San Luis Obispo. Mule alegou que a sua prisão pela Patrulha Rodoviária da Califórnia "violou o seu direito de viajar dentro do estado nas estradas" e o seu "antigo modo de vida nómada". Mule buscou uma indemnização monetária, bem como uma ordem judicial para treinar polícias "de que cavalos, mulas e gado (acompanhados por uma pessoa) têm o direito de usar a via pública". A ação judicial refletiu a crença de Mule na "relação sagrada entre o homem e o cavalo para viajarem juntos com reverência e respeito por este belo lugar em que todos nós residimos, chamado Terra". Em 28 de julho de 2022, a ação foi voluntariamente rejeitada após  tornar-se óbvio que Mule dificilmente prevaleceria devido à doutrina da imunidade qualificada.